# Euclystis lampetia
Euclystis lampetia är en fjärilsart som beskrevs av Druce 1890. Euclystis lampetia ingår i släktet Euclystis och familjen nattflyn. Inga underarter finns listade i Catalogue of Life.